# Monumento equestre a Giuseppe Garibaldi (Brescia)
Il Monumento equestre a Giuseppe Garibaldi è un'opera scultorea composta in marmo e bronzo, realizzata dallo scultore Eugenio Maccagnani nel 1889e situata in piazzale Garibaldi a Brescia.

## Storia

### Un monumento voluto dalla comunità
Già a partire dal 1882, anno della morte di Garibaldi, fu avviata a Brescia una sottoscrizione da parte delle classi popolari per erigere un monumento alla memoria del condottiero; il consolato operaio della città ricevette tra l'altro un'ampia adesione in tal senso, mentre le autorità comunali e provinciali stanziarono una ragguardevole somma di denaro tanto che, a monumento compiuto, si raggiunse la non indifferente cifra di 70.000 ₤ raccolti.
Sì evidenziò sin da subito perciò la volontà unanime, sia della municipalità che della classe popolare, di commemorare il Garibaldi con un monumento: a tal proposito la stessa giunta comunale nominò una commissione di cinque scultori piuttosto famosi, tra i quali figurava anche Eugenio Maccagnani, celebre per avere ideato e realizzato, assieme all'architetto Giuseppe Sacconi, alcune statue e ornamenti dell'altare della Patria a Roma. I bozzetti presentati dai candidati, tuttavia, furono tutti ritenuti inadatti e perciò scartati, compreso quello del Maccagnani: nella fattispecie, esso ritraeva l'eroe risorgimentale nel mezzo di una fitta schiera di combattenti, con posa di guerriero e fare sprezzante; a questo punto fu consultato, al fine di ritrarre il Garibaldi nella maniera più consona, Giuseppe Guerzoni, patriota e membro della spedizione dei Mille. Egli così si espresse:
(Giuseppe Guerzoni a proposito dell'erigendo monumento)
Essendo stato rifiutato il primo bozzetto, e avendo intuito la nuova impostazione da dare all'opera, il Maccagnani procedette stavolta in maniera del tutto diversa, tanto che il secondo progetto viene approvato all'unanimità e, lavorando ininterrottamente dall'estate del 1884, il monumento fu pronto infine nell'estate del 1889. La fusione del bronzo per la statua durò complessivamente un anno e fu realizzata a Roma, dove l'artista aveva il suo studio. Parallelamente all'ultimazione della statua, le autorità bresciane ebbero modo di discutere circa la collocazione del monumento, con varie proposte avanzate che riflettevano le altrettanto diverse posizioni politiche ed ideologiche nella cittadinanza: alcuni caldeggiarono infatti per il centro storico cittadino, altri invece per una piazza slegata dalla storia della città, mentre altri ancora proposero una soluzione intermedia, ossia porta Milano (in seguito appunto porta Garibaldi), accesso occidentale della città dal quale, tra l'altro, lo stesso condottiero era transitato il 13 giugno 1859. Tra tutte le proposte fatte, fu proprio quest'ultima a vincere, sia per l'intervento autorevole di Giuseppe Zanardelli, allora ministro di grazia e giustizia, sia per valorizzare una zona piuttosto marginale della città.

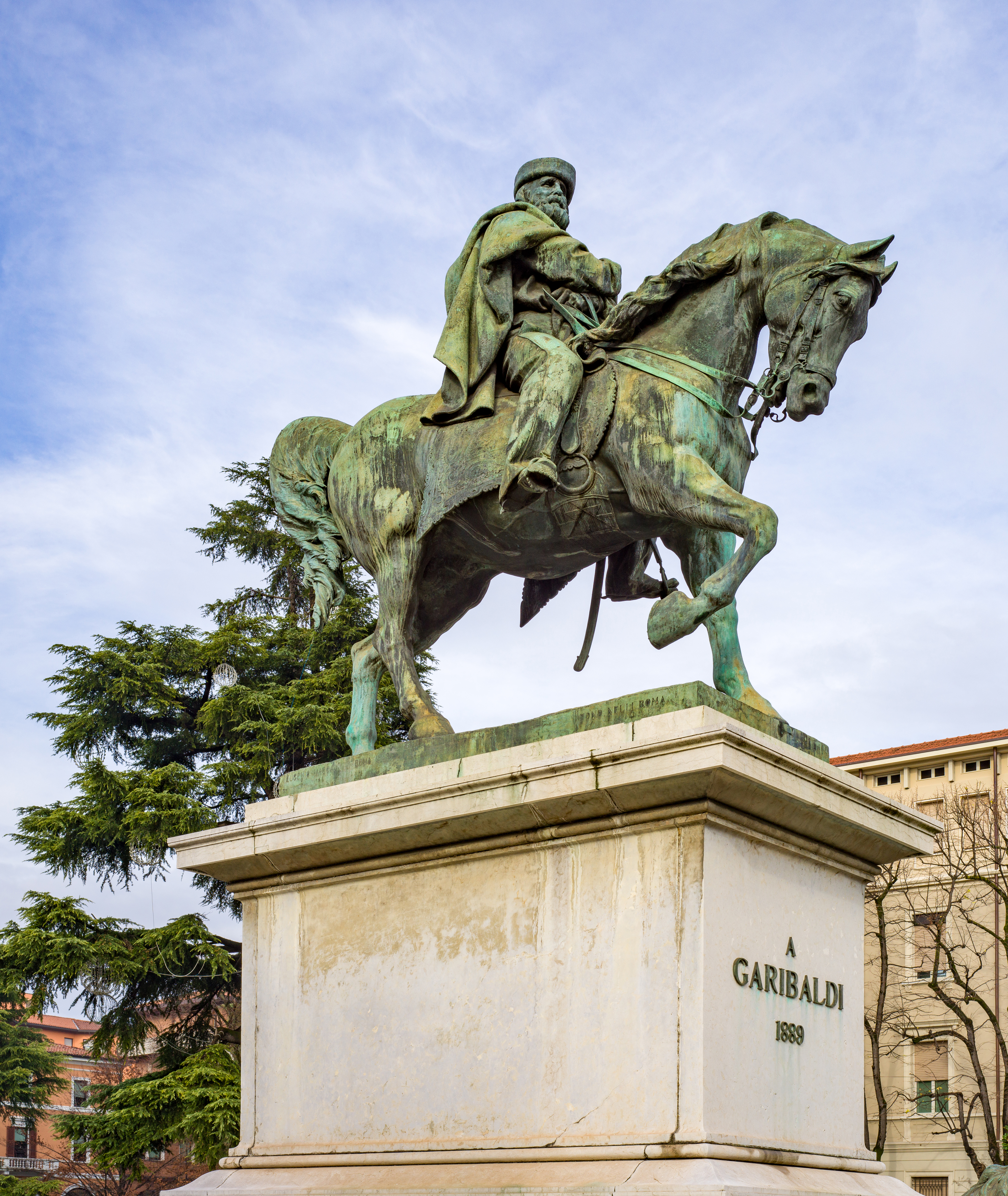
Un dettaglio della statua bronzea

Altre ipotetiche sistemazioni del monumento, ancora, furono il contesto di porta Stazione (nei pressi cioè della stazione di Brescia), scartata quasi subito tuttavia per il trambusto di vetture e tram, oppure lo scenario della centrale piazza del Duomo, poco adatta invero per le possibili polemiche con il clero; si pensò anche al contesto di piazza della Loggia, accanto alla sede della giunta comunale e in vicinanza degli edifici rinascimentali della Loggia, ma questa proposta cadde in favore della già citata collocazione di porta Milano. È Interessante notare, in ogni caso, che in ognuna delle collocazioni ipotizzate, fu posto un simulacro appena abbozzato della statua, in modo che la cittadinanza potesse constatarne l'effetto visivo.

### L'inaugurazione
L'inaugurazione del monumento equestre sarebbe dovuta avvenire il 18 settembre, in concomitanza con l'Esposizione Industriale Operaia tenutasi nella crociera di San Luca. Tuttavia, forse per motivi tecnici oppure organizzativi, la medesima inaugurazione della scultura fu posposta al successivo 8 settembre; essa si svolse dunque con la presenza dell'illustre professore Giuseppe Cesare Abba, che tenne peraltro un'orazione in onore dell'eroe risorgimentale, intitolata «Scoperta del monumento equestre». Terminata la celebrazione il «corteo delle bande musicali cittadine» si addentrò per la città, verso il monumento ad Arnaldo da Brescia e quello a Tito Speri, quasi a compiere un pellegrinaggio laico e ad onorare gli eroi della storia civile cittadina.

## Descrizione

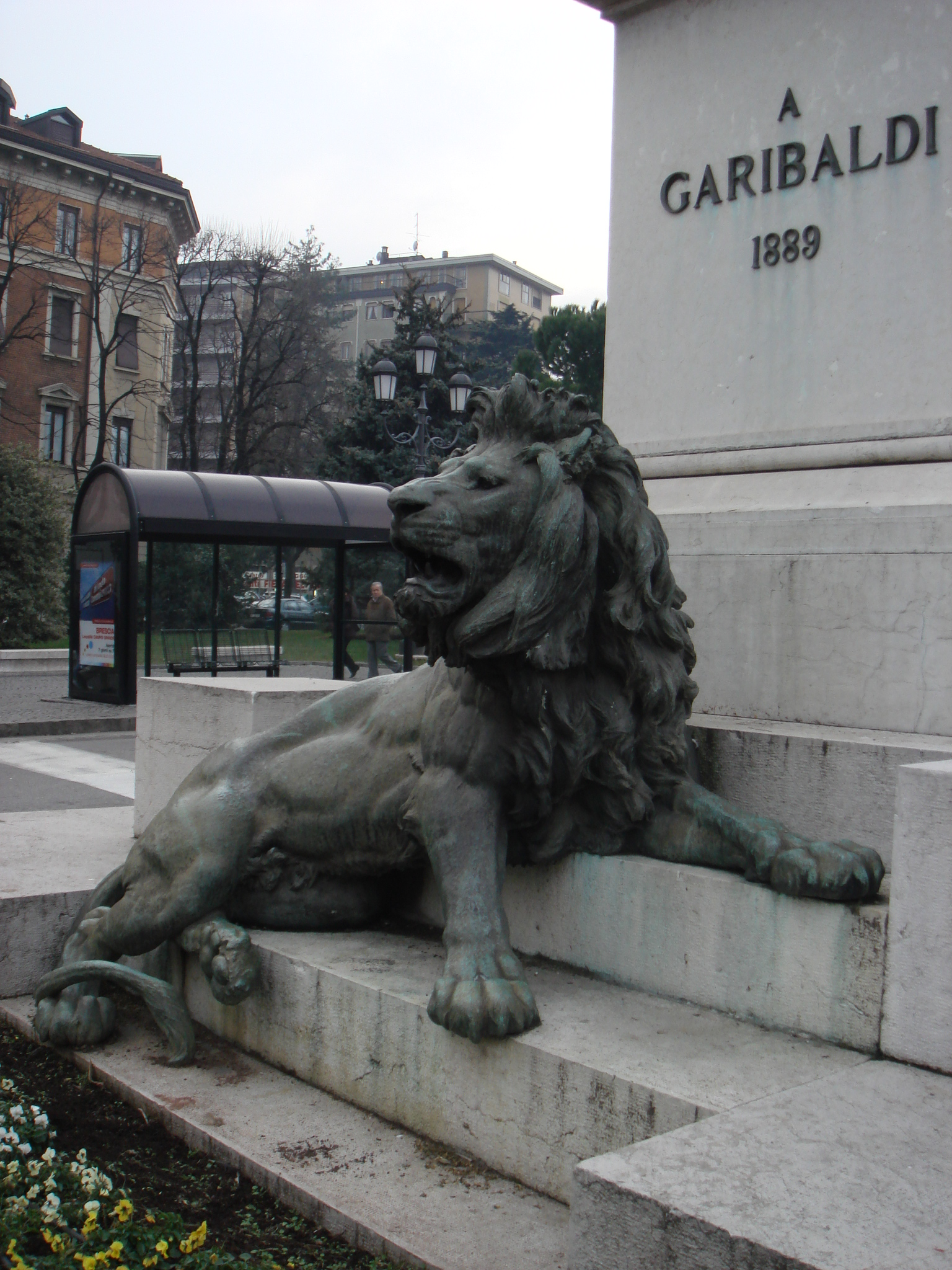
Il leone bronzeo collocato ai piedi del basamento
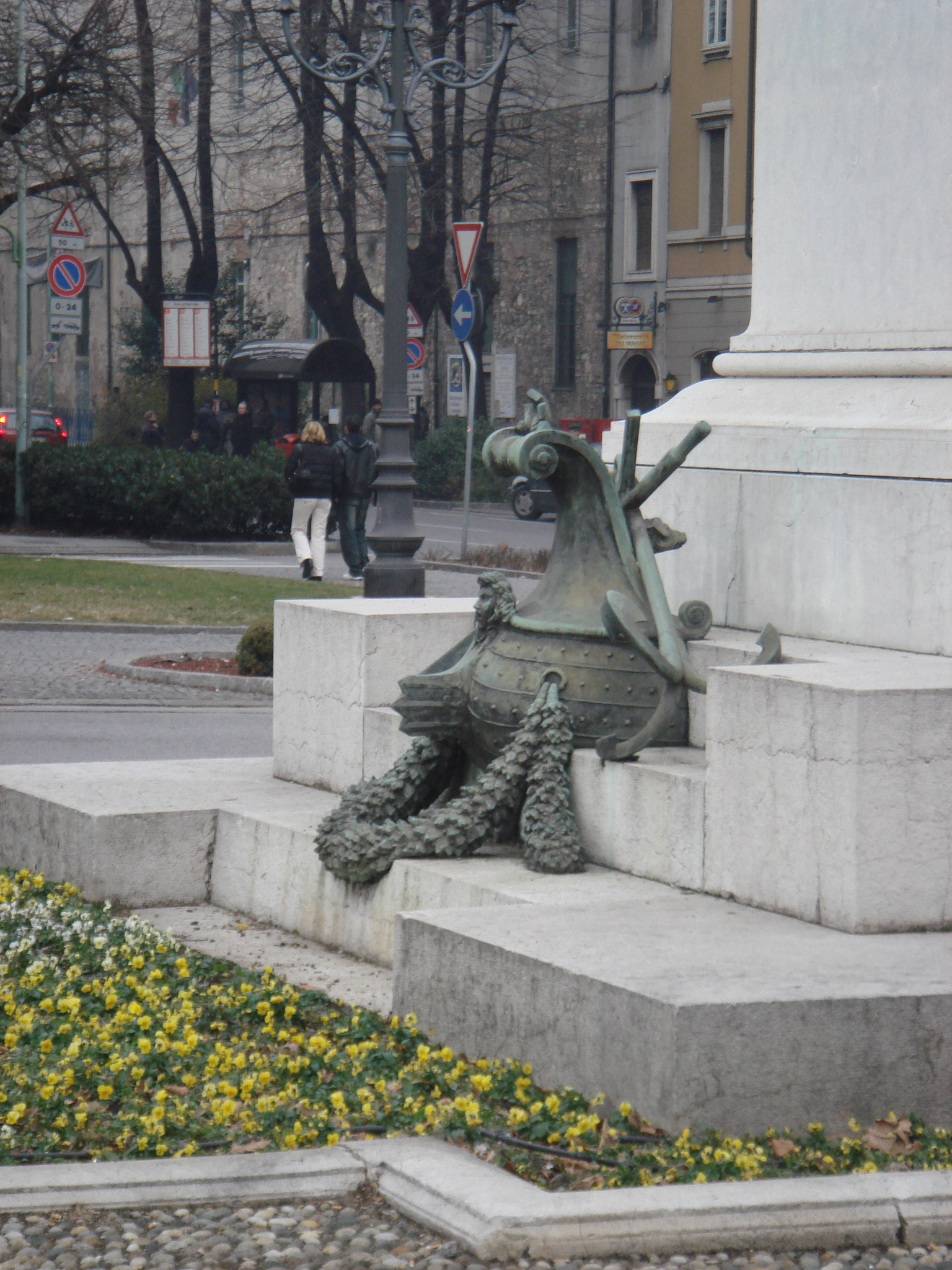
La prua di nave, i remi e la ghirlanda sull'altro lato del basamento

Il monumento consta di un imponente basamento in marmo di Botticino, progettato dall'architetto Antonio Tagliaferri; alla base esso reca quattro scalini, sui quali è disteso un leone bronzeo, simbolo del valore e della forza, mentre sul lato opposto figura una prua di nave, con un remo e una ghirlanda di foglie, a voler celebrare le gesta marittime dell'eroe dei due mondi.
Sopra il medesimo basamento si erge il gruppo scultoreo ideato e realizzato dal Maccagnani: Garibaldi è raffigurato a cavallo e con un fare più riflessivo che non rivolto all'azione. 
Dal portamento fiero e composto, il condottiero tiene ben saldo a sé il destriero, allegoria del governo e del comando; appunto imponente, la sua figura e la compostezza della scena richiamano un certo classicismo, anche grazie alla mole complessiva della scultura. Quest'ultima è infatti alta quasi 5 metri, basamento escluso, per un totale di 8 metri e mezzo se si aggiunge anche lo stesso basamento.

## Curiosità
Il poeta e giornalista Angelo Canossi si espresse a riguardo della laconica dedica apposta sul monumento, che reca semplicemente la scritta:«A GARIBALDI». Il poeta, appunto, ebbe modo di commentare la concisa iscrizione a Garibaldi e così scrisse:
che prima l'han mandata al gran Carducci;

se per caso ci fosse qualche errore;

e quello, rispettati i capisaldi,

ci tirò via gli errori e gli errorucci;

e c'è rimasto solo A GARIBALDI»